# Anillaco (Catamarca)
Anillaco es una localidad histórica del departamento Tinogasta,  en el oeste de la provincia de Catamarca, Argentina. Es considerada la primera localidad y la más antigua del departamento, fundada el 27 de febrero de 1 668 por el español Don Gregorio Bazán de Pedraza IV, tras finalizar la tercera guerra calchaquí. La zona ya estaba habitada por la tribu aborigen de los diaguitas, quienes en ese momento se encontraban bajo el dominio del Imperio Inca.
El primer español en conocer esta zona fue Don Diego de Almagro. Bazán de Pedraza se asentó en un punto estratégico del Valle del Abaucán, entre dos de los ríos más importantes de la región: el Río de La Troya y el Río Abaucán. En este lugar, construyó el Mayorazgo de Anillaco. Posteriormente, levantó una capilla privada donde se veneraba a la imagen de Nuestra Señora del Rosario. Tanto el Mayorazgo como la iglesia fueron construidos en adobe (una mezcla de barro, paja y estiércol), materiales que aún perduran en la actualidad.
La familia Bazán de Pedraza se dedicó al comercio de animales y plantaciones, contribuyendo al crecimiento de la localidad hasta principios del siglo xx, cuando la casa comenzó a deteriorarse. A lo largo de los años, Anillaco creció y se consolidó como un asentamiento habitado por los descendientes de los colonizadores españoles, quienes se mezclaron con los nativos de la zona. En el pueblo se construyeron casas, escuelas, un club deportivo, una cancha y una plaza.
Hoy en día, Anillaco es un importante punto turístico debido a su iglesia de Nuestra Señora del Rosario de Anillaco, la iglesia más antigua de la provincia de Catamarca, construida en 1 712 y declarada monumento histórico provincial en 1 992. Con más de tres siglos de historia, el pueblo ha logrado mantener viva su cultura, tanto arquitectónica como religiosa.

## Geografía
Anillaco se encuentra a 23 km al norte de la ciudad de Tinogasta, en la conocida Ruta del Adobe. Se accede a la localidad mediante un camino pavimentado que parte desde la Ruta Nacional 60.

### Población
Según el Instituto Nacional de Estadística y Censo (Indec), en el censo de 2 022, Anillaco cuenta con aproximadamente 350 habitantes, lo que representa un incremento del 45 % respecto a los 190 habitantes registrados en el censo anterior de 2 001.
| Gráfica de evolución demográfica de Anillaco entre 1991 y 2010 |
|                                                                |
| Fuente: Censos nacionales del INDEC                            |